# Seltzogène
Pour les articles homonymes, voir Gazogène (homonymie).
Le gazogène ou seltzogène est un appareil du XIXe siècle destiné à produire de l'eau gazeuse, notamment de l'eau de Seltz.

## Fonctionnement
Il se compose de deux globes de verre reliés entre eux : le plus bas contient de l'eau ou une autre boisson à rendre gazeuse, le plus haut un mélange d'acide tartrique et de bicarbonate de sodium qui réagit pour produire du dioxyde de carbone. Le gaz produit pousse le liquide contenu dans le récipient inférieur dans un tube et le fait sortir de l'appareil. Les globes sont entourés d'un filet de protection en osier ou en fil de fer, car ils ont tendance à exploser.

## Étymologie
Au Royaume-Uni, la première occurrence du mot dans l'Oxford English Dictionary date de 1853, avec une référence dans le Practical Mechanic's Journal sur "Gaillard and Dubois' 'Gazogene' or Aerated Water apparatus". En France, le mot apparaît en 1832, mais peut-être pas dans ce sens précis de produire de l'eau gazeuse : le gazogène est aussi un appareil permettant de produire un gaz par pyrolyse de matières solides et combustibles : bois (gaz de bois), charbon de bois, coke, anthracite, etc. et permettant d'alimenter des moteurs dits « à gaz pauvres », des moteurs à explosion classiques ou bien des chaudières

## Galerie

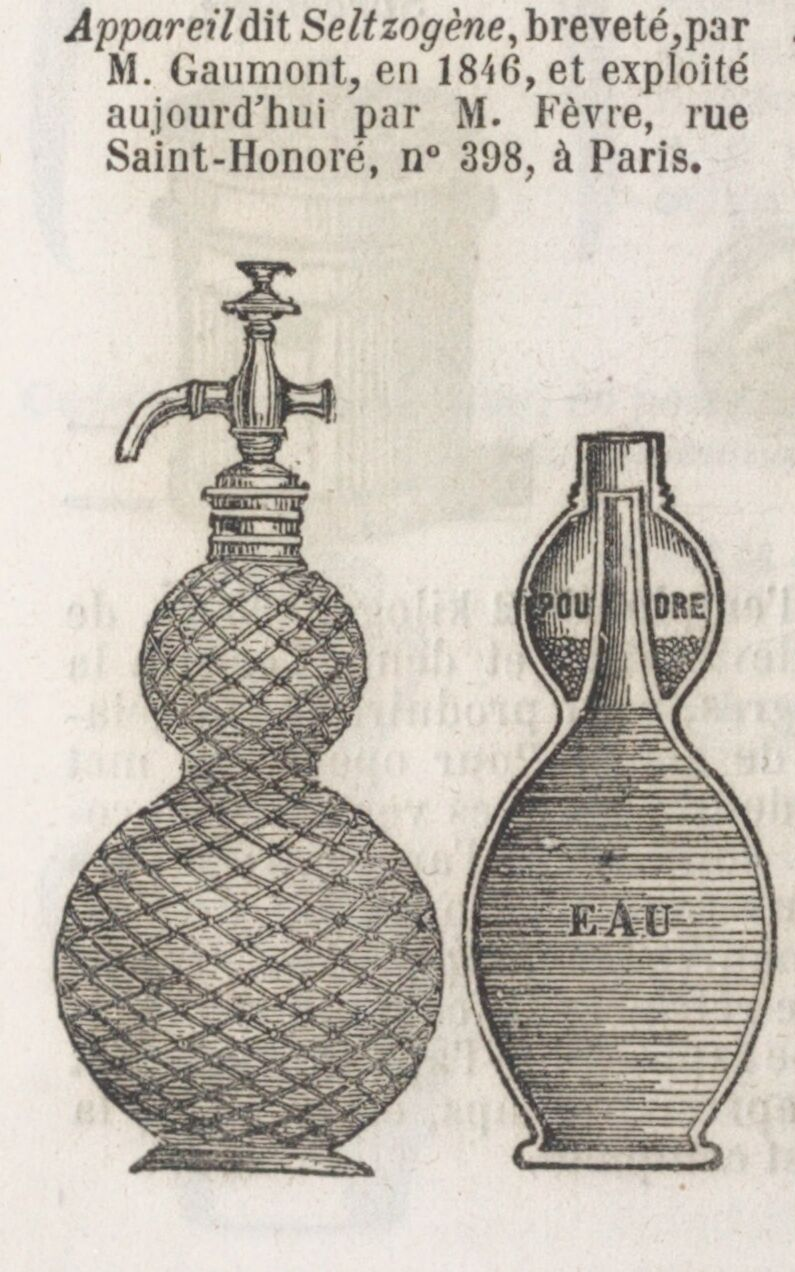
Le seltzogène de M. Gaumont, créé en 1846
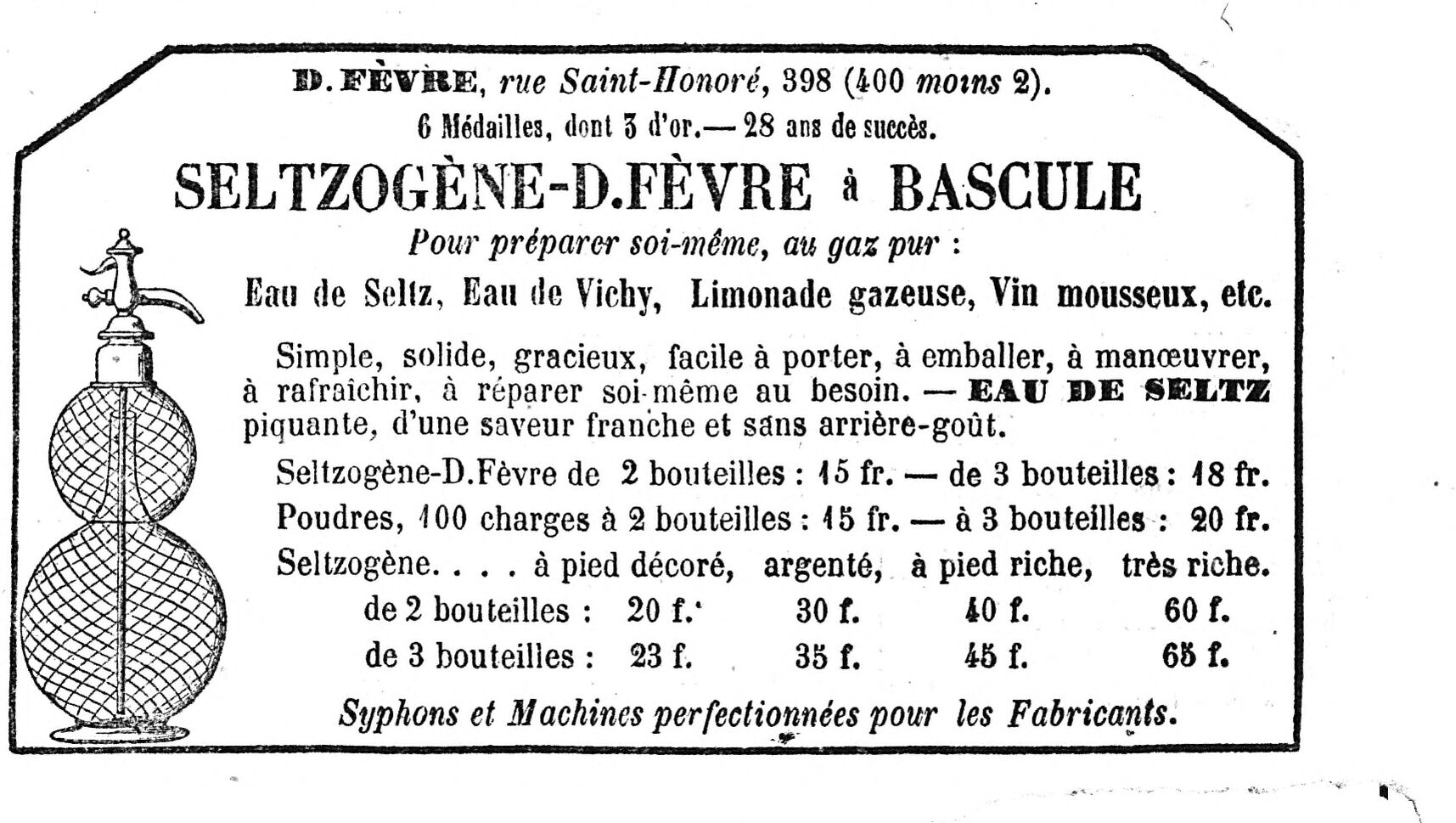
Le seltzogène de D. Fèvre, 1859
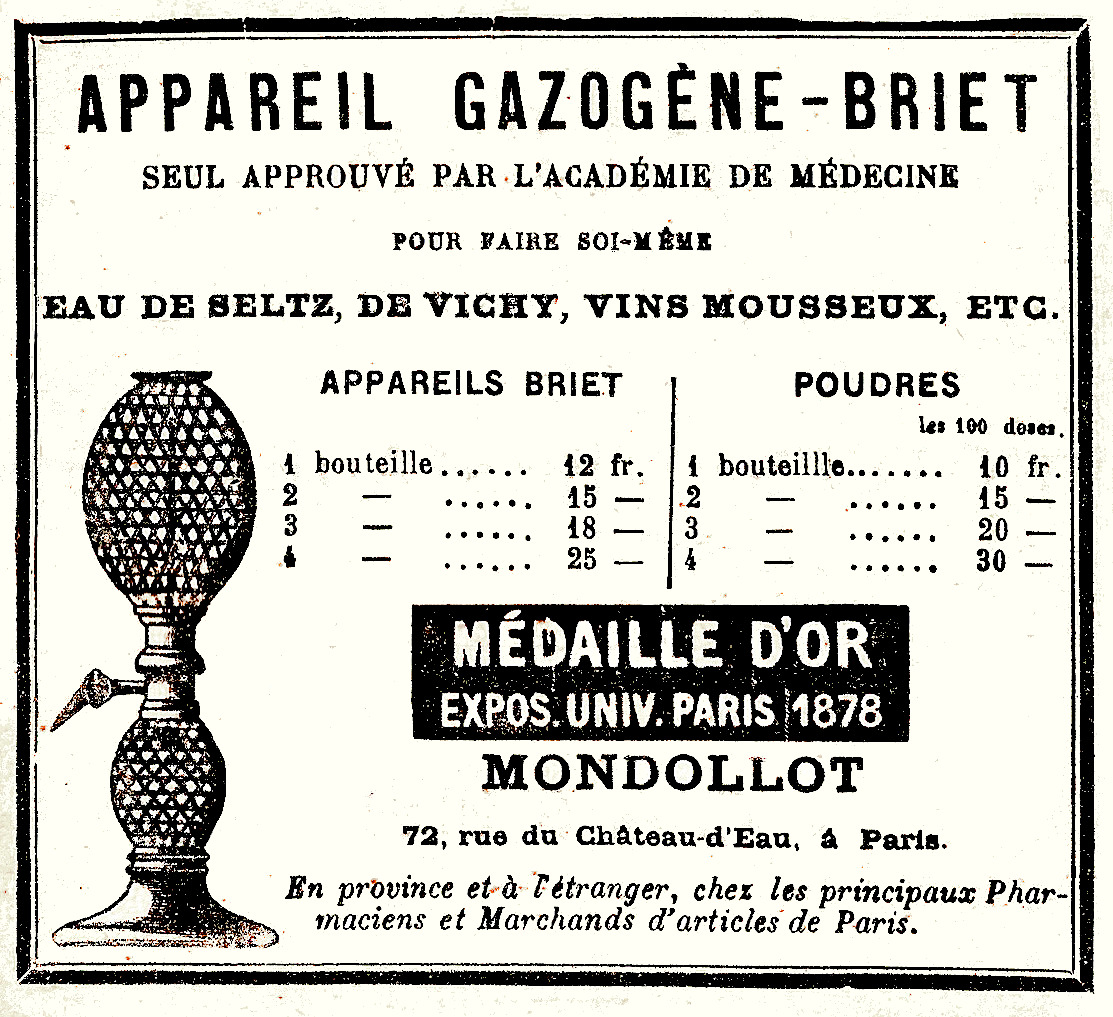
Le gazogène de M. Briet, 1888

## Dans la culture populaire
Dans l'histoire de Sherlock Holmes Un scandale en Bohème d'Arthur Conan Doyle, un gazogène est mentionné comme un élément de la maison au 221B Baker Street : « Sans dire un mot, mais avec un regard bienveillant, il me fit signe de m'installer dans un fauteuil, jeta en travers son étui à cigares et indiqua une boîte à alcool et un gazogène dans un coin. » Il en est également question dans La Pierre de Mazarin.
L'appareil joue un rôle clé dans la pièce comique de 1905 de George Bernard Shaw, Passion, Poison et Pétrification (en), dont le sous-titre est Le gazogène fatal : une brève tragédie pour les granges et les kiosques.
Le mot est également utilisé dans le roman Le Violon du diable de Douglas Preston et Lincoln Child, publié en 2005, à la page 106 du livre en anglais, et dans leur roman Fever Dream (en) de 2010 à la page 362
Dans le roman La Nécropole des singes d'Elizabeth Peters, nom de plume de Barbara Mertz, Amelia Peabody sort une bouteille de whisky, un gazogène et des verres d'un panier à linge afin de se préparer un whisky soda après avoir fait monter sa famille dans un train pour Luxor.